# John Nunn

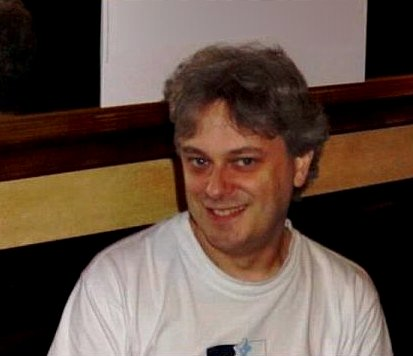
John Nunn

John Denis Martin Nunn (Londres, 25 de abril de 1955) é um enxadrista grande-mestre, três vezes campeão mundial de soluções de problemas de xadrez, escritor e editor de livros de xadrez, e matemático britânico. Ele é um dos enxadristas mais fortes da Inglaterra, e já esteve entre os 10 melhores do mundo.

## Carreira
Em 1975, ele se tornou o Campeão Europeu Júnior de Xadrez. Ele ganhou o título de Grande Mestre em 1978 e foi campeão britânico em 1980. Nunn ganhou duas vezes medalhas de ouro individuais nas Olimpíadas de Xadrez. Em 1989, ele terminou em sexto na primeira 'Copa do Mundo', uma série de torneios em que os 25 melhores jogadores do mundo competiram. Seu melhor desempenho no ciclo do Campeonato Mundial de Xadrez veio em 1987, quando perdeu uma partida de playoff contra o Lajos Portisch por uma vaga no Torneio de Candidatos. No prestigioso torneio Hoogovens (realizado anualmente em Wijk aan Zee), ele foi o vencedor em 1982, 1990 e 1991.
Nunn também está envolvido com problemas de xadrez, compondo vários exemplos e resolvendo como parte da equipe britânica em diversas ocasiões. Sobre este assunto, ele escreveu Solving in Style (1985). Ele venceu o Campeonato Mundial de Resolução de Xadrez em Halkidiki, Grécia, em setembro de 2004 e também fez sua norma final de GM na resolução de problemas. Houve outras vitórias no Campeonato Mundial de Resolução em 2007  e em 2010. Ele é a terceira pessoa a ganhar títulos over-the-board e resolver GM (os outros são Jonathan Mestel e Ram Soffer; Bojan Vučković é o quarto desde 2008).
Nunn terminou em terceiro no Campeonato Mundial de Xadrez Sênior (seção acima de 50) de 2014 em Katerini, Grécia, e em segundo lugar no Campeonato Europeu de Xadrez Sênior (acima de 50) de 2015 em Eretria, Grécia.

## Formação
Quando criança, Nunn demonstrou um talento prodigioso no xadrez e em 1967, aos doze anos de idade, venceu o Campeonato Britânico Sub-14. Aos catorze, venceu o Campeonato Sub-18 de Londres na temporada de 1969/70 e menos de 1 ano depois, aos quinze anos, matriculou-se no Oriel College, Oxford, para estudar matemática. Na época, ele foi o mais jovem aluno de graduação em Oxford desde o Cardinal Wolsey, que lá estudou em 1520. Formou-se em 1973 e então obteve seu doutorado em 1978 com uma tese sobre H-espaços finitos, orientado por John Hubbuck. Ele permaneceu em Oxford como professor de matemática até 1981, quando tornou-se enxadrista profissional.

## Jogos notáveis
- Jacob Øst-Hansen vs John Nunn, Olimpíada Mundial de Estudantes, Teesside 1974, Jogo de Viena, 0–1: a Variação Frankenstein-Dracula do Jogo de Viena oferece regularmente um jogo de capa e espada e o jogo de Nunn com Jacob Øst-Hansen em Teesside 1974, não foi exceção . A última parte do jogo foi jogada em uma corrida frenética de tempo, com Nunn sacrificando peças para trazer o rei inimigo à tona e entregar o xeque-mate.
- Alexander Beliavsky vs John Nunn 1985, Wijk Aan Zee 1985, King's Indian, Samisch Variation, 0–1: este jogo às vezes é referido como "Nunn's Immortal" e foi incluído no livro The Mammoth Book Of The World's Greatest Chess Games ( Publicação Robinson, 2010). Em seu livro Winning Chess Brilliancies, Yasser Seirawan chamou esse jogo de o melhor da década de 1980.[8]

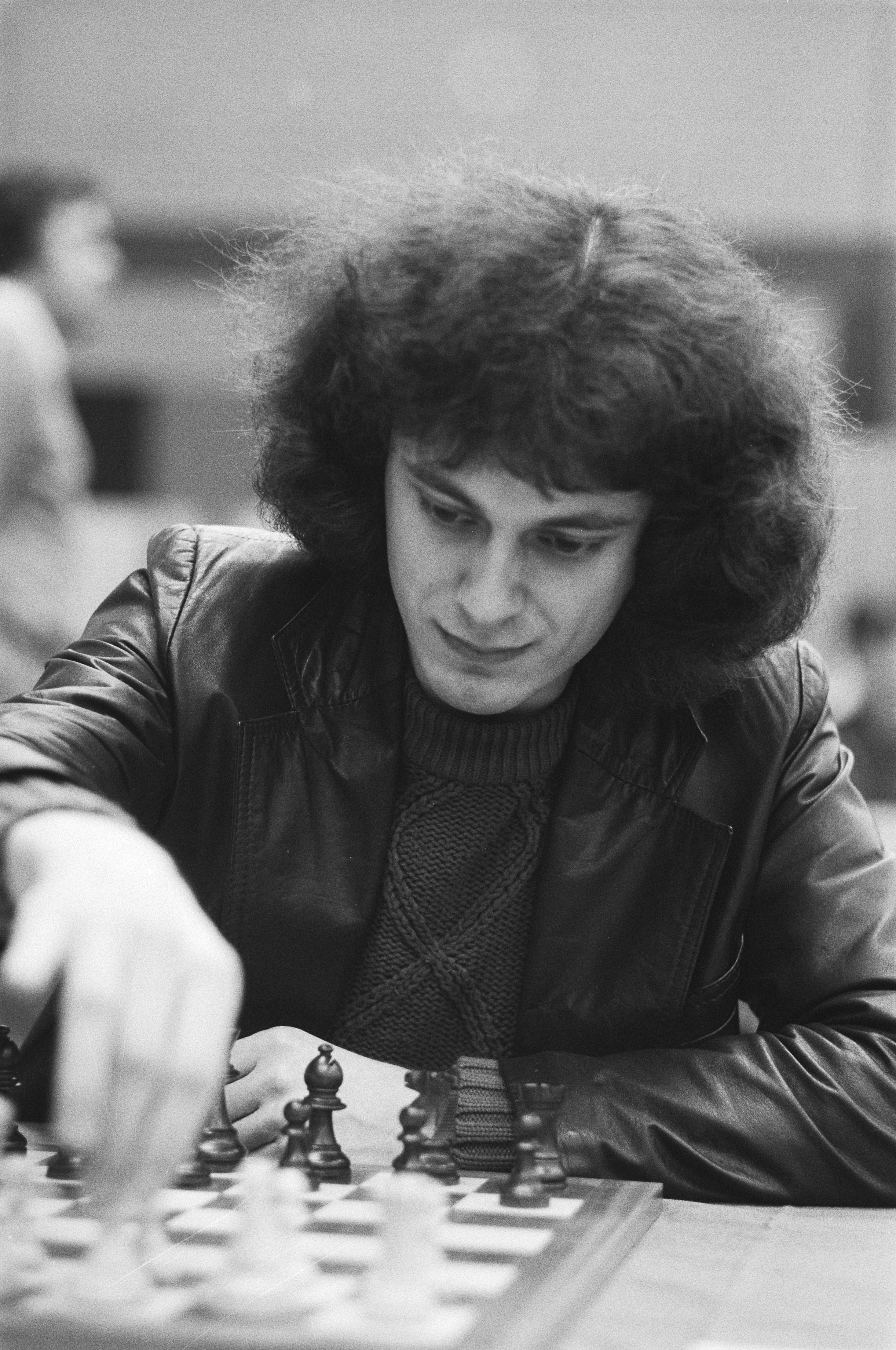
John Nunn em 1982

## Livros
- John Nunn's Chess Course (2014), Gambit Publications. ISBN 1-906454-82-5.
- 1001 Deadly Checkmates (2011), Gambit Publications. ISBN 1-906454-25-6.
- Understanding Chess Middlegames  (2011), Gambit Publications. ISBN 1-906454-27-2.
- Nunn's Chess Endings, volume 1 (2010), Gambit Publications. ISBN 978-1-906454-21-0.
- Nunn's Chess Endings, volume 2 (2010), Gambit Publications. ISBN 978-1-906454-23-4.
- Understanding Chess Endgames (2009), Gambit Publications. ISBN 978-1-906454-11-1
- Grandmaster Chess Move by Move (2005), Gambit Publications. ISBN 1-904600-34-4.
- Learn Chess Tactics (2004), Gambit Publications. ISBN 1-901983-98-6.
- Mammoth Book of the World's Greatest Chess Games (2004, com Graham Burgess e John Emms), Carroll & Graf. ISBN 0-7867-1411-5.
- Endgame Challenge (2002), Gambit Publications. ISBN 1-901983-83-8.
- Understanding Chess Move by Move (2001), Gambit Publications. ISBN 1-901983-41-2.
- Secrets of Minor-Piece Endings (2001), Rowman Littlefield. ISBN 0-7134-7727-X.
- John Nunn's Best Games (2001), Batsford. ISBN 0-7134-7726-1.
- Learn Chess (2000), Gambit Publications. ISBN 1-901983-30-7.
- 101 Brilliant Chess Miniatures (2000), Gambit Publications. ISBN 1-901983-16-1.
- Nunn's Chess Openings (1999), com Joe Gallagher, John Emms, e Graham Burgess, Everyman Chess. ISBN 1-85744-221-0.
- John Nunn's Chess Puzzle Book (1999), Gambit Publications. ISBN 1-901983-08-0.
- Complete Najdorf: Modern Lines (1999), Sterling Pub Co Inc. ISBN 0-7134-8218-4.
- Secrets of Practical Chess (1998), Gambit Publications. ISBN 1-901983-01-3. Second edition 2007, ISBN 978-1-904600-70-1.
- The Complete Najdorf 6. Bg5 (1997), International Chess Enterprises. ISBN 1-879479-45-1.
- Secrets of Grandmaster Chess (1997), International Chess Enterprises. ISBN 1-879479-54-0.
- The King-Hunt (1996, com William Cozens), Batsford. ISBN 0-7134-7945-0.
- Beating the Sicilian 3 (1995, com Joe Gallagher), Henry Holt & Co. ISBN 0-8050-4227-X.
- Secrets of Pawnless Endings (1994, 2002), Gambit Publications. ISBN 1-901983-65-X.
- New Ideas in the Pirc Defence (1993), Batsford. ISBN 0-7134-7237-5.
- Secrets of Rook Endings (1992, 1999), Gambit Publications. ISBN 1-901983-18-8.
- The Complete Pirc (1989), Batsford. ISBN 0-7134-5389-3.
- Solving in Style (1985 Batsford) then (2002), Gambit Publications. ISBN 1-901983-66-8.
- The Benoni for the Tournament Player (1982), Batsford. ISBN 9780713435283.
- Tactical Chess Endings (1981), Batsford. ISBN 0-7134-5937-9.